# لستر اسپیت
لستر اسپیت (به انگلیسی: Lester Speight) (زاده ۲۸ اوت ۱۹۶۳) هنرپیشه و بازیکن سابق فوتبال آمریکایی اهل ایالات متحده است.
از فیلم‌های معروف او می‌توان به بازی در فیلم‌های نوربیت، ۱۳ ماه و سریع‌تر اشاره کرد.